# 伯克氏獅子魚
伯克氏獅子鱼为輻鰭魚綱鮋形目杜父魚亞目狮子鱼科的其中一種。分布於西北太平洋區，從日本三重縣至長崎縣海域，屬底棲性魚類，體長可達8.3公分，生活習性不明。